# 古音無邪紐
古音無邪紐是聲韻學中對於上古中文聲韻的一種看法。認為中國古代沒有「邪」這個聲母，而是後來發展出來的。
其為據黃侃（1886－1935）、錢玄同(1887-1939)及戴君仁(1901—1978)等人的考證，認為「古無邪紐」並提出了「邪紐古歸心」，及「邪紐古歸定」等不同的學說。

## 邪紐古歸心？歸定？
在1912年至1914年之間，黃侃經過深入的研究後，編著《古聲十九紐》一書，文中只提到有精、清、從和心母，而沒有提到邪母。那後來的邪母是從哪裡來的呢？他認為「邪母」是從心母而來的，提出了「邪母古歸心紐」的理論。
後來，錢玄同在《古音無邪紐証》這篇文章中，發表了對「邪母古歸心紐」理論不同的看法。他認為「邪紐古非歸心，應歸定」，他從《說文解字》中的9300多字當中，有105字為邪紐，研究出邪紐應歸定紐的有百分之八十，提出了新的學說──「邪紐古讀定紐」理論。　　

## 邪紐學說之發展
黃侃先生之《古聲十九紐》
古聲十九紐（正聲），中古四十一紐（變聲）
部份研究考證如下：
喉：影（喻、為）曉 匣
牙：見 溪（群） 疑
舌：端（知、照）透（徹穿審）定（澄神禪）泥（娘日）來
齒：精（莊）清（初）從（床）心（邪疏）
唇：幫（非）滂（敷）並（奉）明（微）
錢玄同先生之《古音無邪紐証》
邪紐古歸定
部份研究考證如下：
1.寺：特：待
2.涎：誕
3.徐：途
4.隋：墮
5.緒：屠
6.序：杼
戴君仁先生之《古音無邪紐補證》
錢玄同的學生戴君仁先生(1901—1978)，再進一步從讀若、異文等等的資料進行考證，寫成了《古音無邪紐補證》一文，
部份研究部份考證如下：
1. 《易經‧困卦九四》中的「來徐徐」，它的釋文是：「子夏作荼荼」。
2. 《左傳‧哀公十二年》中的「若可尋也」，它的注釋是「尋之言重（直容切）也」。
3. 《詩經‧桑柔》中的「大風有隧」、《禮記‧曲禮》中的「出入不當門隧」和《左傳‧襄公十八年》中的「連大車以塞隧」，它們的「隧」字，其傳注都是「道也」。